# Arnakuagsak
Arnakuagsak, também conhecido como Arnarquagsag ou Arnakua'gsak, era uma deusa da mitologia inuíte e seu nome significa "anciã do mar". Era uma das primeiras deusas da religião do povo inuíte, responsável por assegurar que os caçadores conseguissem comida o suficiente, a fim de deixar o povo saudável e forte. Ela foi cultuada inicialmente na Groenlândia e identificada com a deusa canadense Sedna ou Arnapkapfaaluk e a alasqueana Nerrivik.